# مدفن مليحة
مدفن مليحة (بالإنجليزية: Maliha cemetery)‏ وهي مقبرة أثرية تقع في منطقة مليحة بالقرب من مركز مليحة للآثار في دولة الإمارات العربية المتحدة وتبعد 50 كيلومتراً شرق مدينة الشارقة. يحتوي المدفن على ضريح ام النار والذي يعتبر من أكثر أبنية القبور إثارة للإعجاب مقارنة بما اكتشف في مواقع الجنازات القديمة في منطقة مليحة. وقد اُستُخدِم موقع الدفن هذا، والذي شُيِّد في تاريخ 2300 قبل الميلاد تقريباً لمدةٍ تقارب 200 عام.

## تصميمه
شيد المدفن وفق الطراز المعمول به خلال فترة أم النار، ويتكون من بناء دائري الشال يبلغ قطره 13.85 متراً وهو بذلك يعتبر ثاني أكبر قبور فترة أم النار بعد قبر شمل الذي يقيس قطره 14 متراُ مشيد على أساس دائري الشكل من حجارة غير منتظمة وذو واجهة معمولة من أحجار كلسية مهذبه ذات أشكال منتظمة، المدخل إلى القبر يقع في الجهة الشمالية وقد استدل على موضعه بوجود حجرية مستطيلة الشكل تحمل زخارف بارزة ويؤدي المدخل إلى ممر 8 وحدات أو حجر دفن ذات أرضيات مرصوفة بألواح حجرية مسطحه.

## اكتشافه
أٌكتشِف هذا القبر من قبل البعثة الأثرية المحلية التالية لإدارة الآثار في الشارقة في العام 1998م داخل إحدى مزارع النخل. ومن الاكتشافات اللاحقة لذلك، المزراب الحجري الذي يُعتَقد بأنه كان يستخدم لتصريف مياه الأمطار كما وُجدت أحجارٌ أخرى أصلية من جدران القبر في حدائق النخيل المحيطة، وقد أًستخدمت جزئياً لاحقاً في إعادة بناء وترميم القبر.
وكان الموقع قد سرق على يد لصوص القبور الذين سببوا الكثير من الضرر للهياكل العظمية في المنطقة. وعلى الرغم من هذه السرقات، فقد استطاع علماء الآثار كشف الغطاء عن ستة هياكل عظمية بشرية لأشخاص بالغين، بالإضافة إلى العديد من أدوات الزينة بما فيها القلائد، والأساور، والخرز، والدبابيس النحاسية، والخواتم، والأدواتٍ، والأسلحة. وعثر على العديد من الحُفر الكبيرة التي استخرجت منها الأتربة الجيرية عالية الجودة لإنتاج الطابوق الطيني، المستخدم في تشييد المباني الجنائزية بالقرب منه. وتشير هذه الاكتشافات المتبقية إلى وجود صلة وثيقة بين الأشخاص الذين دفنوا في أم النار وبلاد ما بين النهرين ومنطقة الخليج كاملةً، وتقدم المعلومات عن طقوس الجنائز المعقدة في هذه المرحلة التي أظهرت بأنه كان يتم دفن الموتى بوضعية مثنيةٍ مع رفع الإيدي إلى الوجه.

## اقرأ ايضاً
- منطقة مليحة